# Léon Despontin
Léon Despontin (Marche-les-Dames, 6 juli 1888 - Mozet, 7 augustus 1972) was een Belgisch wielrenner. Hij was beroepsrenner van 1914 tot 1928. Hij nam 6 maal deel aan de Ronde van Frankrijk en werd in 1921, 1922 en 1923 7de in het eindklassement.

## Resultaten in voornaamste wedstrijden
| Jaar | Ronde van Italië | Ronde van Frankrijk | Ronde van Spanje |
| ---- | ---------------- | ------------------- | ---------------- |
| 1914 |                  |                     |                  |
| 1920 |                  |                     |                  |
| 1921 |                  | 7e                  |                  |
| 1922 |                  | 7e                  |                  |
| 1923 |                  | 7e                  |                  |
| 1924 |                  | opgave              |                  |
| 1925 |                  | 16e                 |                  |
| 1926 |                  |                     |                  |
| 1927 |                  | 28e                 |                  |
| 1928 |                  |                     |                  |

| Jaar | Ronde van Vlaanderen | Parijs-Roubaix | Luik-Bast.‑Luik | Parijs-Brussel | Parijs-Tours |
| ---- | -------------------- | -------------- | --------------- | -------------- | ------------ |
| 1914 |                      | 30e            |                 |                | 22e          |
| 1920 |                      |                | 4e              |                |              |
| 1921 |                      |                | 7e              | 10e            |              |
| 1922 |                      | 18e            |                 | 6e             |              |
| 1923 |                      | 31e            | 5e              |                | 15e          |
| 1924 | 15e                  | 7e             |                 |                |              |
| 1925 |                      | 52e            |                 |                |              |
| 1926 |                      | 32e            |                 | 17e            |              |
| 1927 |                      | 28e            |                 |                |              |
| 1928 |                      |                |                 | 19e            |              |